# Prêmio Yamato de 2003
O Prêmio Yamato de 2003 foi a 1.ª edição da premiação que é considerada o Oscar da Dublagem Brasileira.
Nesta edição, foram feitas votações separadas para todas as categorias (foram separadas por estúdios paulistas e cariocas). Foi composto por sete categorias e era restrito somente a animações japonesas que estrearam no Brasil entre os anos de 1998 e 2002.

## Dados do evento
- Fonte:InfanTV[1]
- Coordenação geral: André Miyazawa, Cintia Naoko Nishioka e Marcel R. Goto
- Coordenação de palco: Tainá Camilo
- Coordenador da premiação: Ricardo Cruz
- Presidente do Júri: Marcelo del Greco
- Apresentador: Gilberto Baroli
- Pessoas que fizeram as indicações: 5
- Número de votantes do público: 3 mil votos em 30 dias
- Pessoas do júri final: 10
- Categorias: 7 (Atriz Revelação, Ator Revelação, Atriz Coadjuvante, Ator Coadjuvante, Atriz, Ator e Direção)
- Número de indicados: Aleatórios dependendo da categoria
- Número de finalistas: 49 (sendo 5 de São Paulo e 2 do Rio em cada categoria)
- Profissionais de dublagem presentes: 71
- Estúdios apoiando: 3
- Homenagem: Cavaleiros do Zodíaco
- Especial: 10 Dubladores veteranos
- Público no momento da premiação: 3 mil pessoas
- Sorteados com um Home Theaters - Afonso Amajones e Marcelo Campos

## Indicados e vencedores[1][2][3]
A lista de indicados foi ao ar no site Mangá Xplosion para que os seus visitantes pudessem votar e eleger os melhores do ano, que seriam os finalistas do Oscar da Dublagem e iriam para a votação final do juri.
| Prêmio Yamato de 2003 | Prêmio Yamato de 2003 |
| --- | --- |
| Melhor Dublagem - Sakura Card Captors (não houve votação para esta categoria, com o vencedor sendo aquele que venceu a categoria “Melhor Direção de Dublagem” | |
| Melhor Dubladora de Protagonista - Denise Reis - Kaoru, em Samurai X - Adriana Torres – Kassy, em Super Pig - Dilma Machado – Hamtaro, em Hamtaro - Fernanda Fernandes – Aeka, em Tenchi Muyo! - Flavia Saddy – Rockna, em Os Cavaleiros de Mon Colle - Iara Riça – Yui, em Corrector Yui - Priscila Amorim – Sora, em Digimon - Sheila Dorfman – Ryoko, em Tenchi Muyo! - Daniela Piquet – Sakura em Sakura Card Captors; Serena em Sailor Moon - Fátima Noya – Shin-Chan em Shin-Chan; Rune Venus em El Hazard; Cherry em Saber Marionette. - Fernanda Bullara – Licca em Licca-Chan; Sailor Júpiter em Sailor Moon; Asuka em Evangelion; Rina em Dinozaurs - Helena Samara – Kaede em InuYasha; Vovó Nanae em Licca-Chan - Letícia Quinto – Agome em InuYasha; Ana em Shaman King; Relena em Gundam Wing - Márcia Regina – Misty em Pokémon; Mimi em Saber Marionette; Belldandy em Oh My Goddess! - Marli Bortoletto – Sakura em Sakura Card Captors (filme) - Melissa Garcia – Téa em Yu-Gi-Oh!; Miyu em Vampire Princess Miyu; Sailor Mercúrio em Sailor Moon; Ryo em Popolocrois - Priscila Concepcion – Rei Ayanami em Evangelion; Sailor Vênus em Sailor Moon; Kino em Blue Submarine N.º 6 - Raquel Marinho – Izumi em Digimon 4; Pink em Bucky - Tânia Gaidarji – Chun-Li em Street Fighter II V - Úrsula Bezerra – Goku criança em Dragon Ball | Melhor Dublador de Protagonista - Marcelo Campos - Yugi, em Yu-Gi-Oh! - Alex Wendell – Genki em Monster Rancher; Makoto em El-Hazard - Diogo Marques – Ikki em Medabots; Pietro em Popolocrois - Fábio Lucindo – Ash em Pokémon; Shinji em Evangelion; Bucky em Bucky; Kojiro em Super Campeões; Takuya em Digimon 4 - Márcio Araújo – Otaru em Saber Marionette; James em Pokémon; Koji em Digimon 4; Hiero em Gundam Wing - Mauro Eduardo – Inuyasha em InuYasha; Seto Kaiba em Yu-Gi-Oh! - Nelson Machado Filho – Senhor Bigode em Popolocrois - Rodrigo Andreatto – Yo em Shaman King - Silvio Giraldi – Falcon em Power Stone; Wu Fei em Gundam Wing; Hayami em Blue Submarine No. 6 - Tatá Guarnieri – Kenshin em Samurai X - Thiago Longo – Manta em Shaman King; Dai em Licca-Chan - Vagner Fagundes – Junpei em Digimon 4; Gohan em Dragon Ball Z; Tristan em Yu-Gi-Oh!, Quatre em Gundam Wing; Tetsuo em Akira - Wendel Bezerra – Goku em Dragon Ball Z; Metabee em Medabots; Trowa em Gundam Wing - Christiano Torreão – Fofucho em Hamtaro - Luíz Sérgio – Tenchi em Tenchi Muyo! - Paulo Vignolo – Matt em Digimon - Rodrigo Antas – Izzy em Digimon |
| Melhor Dubladora de Coadjuvante - Fátima Noya - Sango em InuYasha - Adriana Pissardini – Professora Mizuki em Sakura Card Captors - Alessandra Araújo – Cassidy em Pokémon - Angélica Santos – Cosmo em Shin Chan; Oolong em Dragon Ball Z; Noin em Gundam Wing - Cecília Lemes – Lady Une em Gundam Wing - Eleonora Prado – Oriê em Licca-Chan; Andróide 18 em Dragon Ball Z - Gisa della Mare – Shalona em Shaman King - Isabel de Sá – Jesse em Pokémon; Mitsy em Shin Chan - Ivete Jayme – Irmã Shiaki em Licca-Chan - Lúcia Helena – Petrafina em Flint, o Detetive do Tempo - Márcia Gomes – Gatinha Lua em Sailor Moon - Márcia Regina – Sailor Netuno em Sailor Moon; Nanami em El Hazard - Marli Bortoletto – Ifurita em El Hazard; Urd em Oh My Goddess! - Patrícia Scalvi – Megumi em Samurai X - Raquel Marinho – Chichi em Dragon Ball Z; Jun em Shaman King - Rosely Gonçalves – Pull em Licca-Chan - Sandra Mara – Shayla Shayla em El Hazard - Tânia Gaidarji – Bulma em Dragon Ball Z; Dorothy Catalonia em Gundam Wing - Vanessa Alves – Misato em Evangelion - Cristiane Monteiro – Bijou em Hamtaro - Fernanda Crispim – Sakuya em Tenchi Muyo! - Flávia Saddy – Washu em Tenchi Muyo! - Marisa Leal – Laura em Hamtaro - Priscila Amorim – Haruna em Corrector Yui - Sumara Louise – Freeze em Corrector Yui                          | Melhor Dublador de Coadjuvante - Guilherme Briggs– Professor Hiragi em Os Cavaleiros de Mon Colle - Affonso Amajones – Sanosuke em Samurai X; Maximillion Pegasus em Yu-Gi-Oh! - Alexandre Marconato – Tenshinhan em Dragon Ball Z; Treize em Gundam Wing - Alfredo Rollo – Brock em Pokémon; Vegeta em Dragon Ball Z - Armando Tiraboschi – Meowth em Pokémon; Narak em InuYasha - César Marchetti – Darien / Tuxedo Mask em Sailor Moon - Dado Monteiro – Mocchi em Monster Rancher - Élcio Sodré – Harry em Shin-chan - Fábio Lucindo – Kuririn em Dragon Ball Z; Miroki em InuYasha; Soujiro em Samurai X - Fábio Moura – Gendou em Evangelion - Flávio Dias – Miuga em InuYasha - Luíz Antônio Lobue – Piccolo em Dragon Ball Z; Amidamaru em Shaman King - Nelson Machado – Jakem em InuYasha - Rodrigo Andreatto – Yukito em Sakura Card Captors; Yahiko em Samurai X - Sidney Lilla – Ryu em Shaman King - Ivo Roberto – Kero em Sakura Card Captors; Mestre Espantalho em Licca-Chan - Vagner Fagundes – Gohan em Dagon Ball Z; Horo Horo em Shaman King - Valter Santos – Asa Prateada em Shaman King - Welington Lima – Saito em Samurai X - Christiano Torreão – Shun de Corrector Yui; Milton de Super Pig - Manolo Rey – Agumon em Digimon - Peterson Adriano – Follow em Corrector Yui - Ronaldo Júlio – Synchro em Corrector Yui - Romeu D'Angelo – Leomon em Digimon Tamers |
| Melhor Dubladora Revelação - Indiane Christine – Kari em Digimon 2 - Adna Cruz – Miss Uma em Shin-chan - Flávia Narciso – Catherine em Licca-Chan; Opacho em Shaman King - Júlia Castro – Chaos em Dragon Ball Z - Luciana Baroli – Boneca Izumi em Licca-Chan - Marisol Ribeiro – Meilin em Sakura Card Captors - Nathália Pitty – Sumirê em Licca-Chan - Samira Fernandes – Muky em Shin-chan - Dilma Machado – Professora da Yui em Corrector Yui; Hamtaro em Hamtaro. - Jéssica Maria – I em Corrector Yui | Melhor Dublador Revelação - Thiago Keplmair - Sota em InuYasha - Alex Minei – Ride em Licca-Chan - César Terranova – Rao em Shaman King - Cláudio Satiro – Jocken em Power Stone; Bason em Shaman King - Francisco Freitas – Rezelg em Shaman King; Kohaku em InuYasha - Paulo Cavalcante – Max em Shin-chan - Raul Schlosser – Waia em Licca-Chan - Ricardo Bressani – Valgas em Power Stone - Yuri Chesman – Choco-love em Shaman King - Felipe Drummond – Takato em Digimon Tamers - Vinicius Cucinello – Wizardmon em Digimon |
| Melhor Direção de Dublagem - Denise Simonetto - Sakura Card Captors - Denise Reis - Digimon 4 e Gundam Wing - Wendel Bezerra e Vagner Fagundes - Dragon Ball - Wellington Lima - Dragon Ball Z - Wellington Lima e Vagner Fagundes - Dragon Ball GT - Fábio Moura - Neon Genesis Evangelion - José Parisi Jr - InuYasha, Pokémon e Yu-Gi-Oh! - José Parisi Jr e Gisa della Mare - Licca-Chan, Shaman King e Shin-chan - Márcia Gomes - Sailor Moon R - Márcia Gomes e Guilherme Lopes - Samurai X - Patrícia Scalvi - Super Campeões - Gilberto Baroli - Vampire Princess Miyu - Jorge Vasconcelos - Corrector Yui - Ângela Bonatti - Digimon Tamers - Marisa Leal - Hamtaro - Mônica Rossi - Tenchi Muyo! | Troféu Noeli Santisteban - Marcelo del Greco - Revistas Herói e Henshin |
| Troféu Anime Friends - Neuza Azevedo | Troféu Anime Dreams - Os Cavaleiros do Zodíaco (Gota Mágica / Álamo) |